# 서승화
서승화(徐承和, 1979년 7월 13일 ~ )는 전 KBO 리그 LG 트윈스의 투수이다.

## 프로야구 선수 시절
1998년 LG 트윈스에 지명되었고 동국대학교를 졸업한 2002년에 입단했다. 2004년 4월 23일 사직 롯데전에서 구원승을 기록하여 프로 데뷔 이래 처음으로 승리 투수가 되었으나, 이 경기 이후로는 6년 넘게 승리를 기록하지 못했다. 2006년 12월에 공익근무요원으로 입대하여 2008년에 소집 해제되었다. 2009년에 복귀하여 프로 경기 후반기에 재차 출전하였지만, 역시 이 해에도 승리를 기록하지는 못했고 2군에서 외야수 이병규(배번 7번)를 폭행한 사건을 일으켜 문책성으로 무기한 2군으로 강등되어 시즌을 마감했다. 2010년 5월 21일 잠실 두산 전에서 선발 투수로 출전하여 5.1이닝을 던지고 무실점을 기록하여 이 경기의 승리 투수가 되었다. 이는 프로 데뷔 첫선발 승리 이래 2,219일만에 기록 한 데뷔 2번째 승리였으며, 데뷔 이래 9년만의 첫 선발승이었다. 이후 2010년 9월 21일 대구 삼성전에서는 데뷔 첫 완투를 기록했지만 8이닝 동안 142구를 던져 8피안타 9사사구 6탈삼진 6실점(6자책)을 허용해 패전 투수가 되었다. 이는 박종훈 감독이 서승화에게 실제 경기에서 많은 공을 던져 투구 밸런스를 스스로 찾으라는 취지에서 완투를 지시한 것이었다. 하지만 이 경기가 그의 1군 마지막 경기가 되었다. 2011년에는 1군에 올라오지 못했고, 시즌 후에는 자살을 암시하는 글을 올려 파문을 일으킨 뒤 스스로 방출을 요청하여 팀을 떠났다.

## 근황
방출 이후 2012년 2월 27일에 사기 혐의로 피소됐다는 기사가 보도되었고, 2014년 1월에 사회인 야구 선수들을 가르치고 있다는 것이 확인되었다.

## 출신학교
- 대전유천초등학교
- 한밭중학교
- 대전고등학교
- 동국대학교

## 연관 사건
사기사건
2020년 1월 30일 법조계에 따르면, 대전지법 천안지원 형사9단독(권순남 부장판사)은 사기 혐의로 재판에 넘겨진 서승화(41)씨에게 징역 6개월에 집행유예 1년을 지난 15일 선고했다. 서승화는 프로야구 LG 구단에서 방출되기 직전인 2011년 6월경 여자친구 B씨에게 "차 열쇠를 잃어버려 수리비용이 급하게 필요하다"면서 430만원을 빌리고 갚지 않았다. 서승화는 애당초 돈을 갚을 생각도 능력도 없던 것으로 조사됐다. B씨로부터 돈을 빌릴 당시 360만원이 월수입의 전부였고 빌린 돈은 차 수리가 아닌 다른 용도로 쓰려 했다. 이 돈을 포함해 서승화는 B씨로부터 5회에 걸쳐 총 1860만원을 받아냈다.
같은 해 10월 서승화는 선수와 팬 사이로 알고 지내던 C씨에게 "음주운전 교통사고가 나서 급히 돈이 필요하다"며 100만원을 뜯어내기도 했다. 이후에도 서승화는 C씨를 상대로 사기행각을 벌여 3회에 걸쳐 총 400만원을 편취했다. 서승화는 피해자 C씨의 고소로 경찰 조사를 받고 검찰에 송치돼 재판에 넘겨졌다.
권 판사는 "피해자들의 신뢰관계를 저버리고 저지른 범행으로 죄질이 나쁘다"고 했다. 다만 "금액을 일부 변제한 점, 피해자들과 합의한 점, 처벌 전력이 없는 점 등을 참작했다"면서 징역형의 집행유예를 형량으로 정했다

## 퇴장
그는 유달리 경기 중 비신사적인 행동으로 퇴장을 많이 당한 선수 중 하나였다. 2003년 8월 9일에는 빈볼 시비로 벤치 클리어링되자, 이승엽과 멱살을 잡고 주먹질을 한 끝에 둘 다 퇴장당했다. 그가 프로 데뷔 첫 승을 기록하였던 2004년에는 김한수와 김재걸에게 빈볼을 던졌고, 같은 해 6월 2일에는 그 당시 두산 소속이었던 윤재국에게는 런다운 아웃을 잡아낼 때 2루로 오기 전에 그의 다리를 걸어서 결국 윤재국 십자인대파열로 시즌 아웃 되는 등 2004년에만 비신사적인 행동으로 무려 4회의 퇴장을 기록하였다. 윤재국과의 사건은 그가 김재걸에게 빈볼을 던져 출장 정지를 당하고 그 징계가 해제된 지 얼마 되지 않아 일어난 일이었으며 같은 날 두산 베어스 코치 한영준도 선수를 밀치고 나온 일로 퇴장당했다.

### 2군폭행 사건
2009년 공익근무요원 소집 해제되어 복귀했고 1군에도 몇 차례 선발로도 등판했으나, 2군에 있을 때 2009년 8월 8일에 외야수 이병규(배번 7번)를 폭행하였다는 사실이 드러났다. 이 사건이 드러난 이후 그는 더 이상 1군에 오르지 못하고 1군에서 2패만 기록한 채 시즌을 마감했다. 이는 심수창과 조인성과의 말다툼 사건이 일어난 후 불과 이틀 지난 후에 일어났으며, 내분으로 팀 분위기에 균열이 생겼던 LG 트윈스는 서승화마저 찬물을 끼얹으며 힘겨운 2009년을 보냈다.

### 이중계약 파동
동국대학교 재학 중 1999년 피츠버그 파이리츠와의 2중 계약 문제로 파동을 겪기도 했다. 이로 인해 한국야구협회에서 무기한 자격정지 처분을 받았으나, 후에 1년 자격정지로 감형되었다.

### 심경고백 파동
2010년 박종훈 감독을 만난 후 처음으로 선발승을 경험하였지만, 2010년 7월 26일 팀 훈련 도중 흡연실에서 흡연을 하는 등 개인 행동을 했다는 이유로 2군행을 통보받았고 개인 미니홈피를 통해 야구를 그만두겠다는 글을 남겨 파문을 일으켰다. 그러나 사건 이후 당시 생각이 짧았던 것 같았다고 자신이 스스로 인정하여 곧바로 사건이 마무리되었다. 2011년 11월에는 자신의 미니홈피에 자살 암시글을 올렸으며, 이 사건이 있었던 후 그는 스스로 자유계약 공시를 요청하여 팀을 떠났다.

## 통산기록
| 년도 | 팀    | 평균자책 | 경기수 | 승 | 패 | 세 | 홀드 | 완투 | 완봉 | 이닝 | 피안타 | 피홈런 | 4사구 | 탈삼진 | 실점 | 자책점 | 비고     |
| ---- | ----- | -------- | ------ | -- | -- | -- | ---- | ---- | ---- | ---- | ------ | ------ | ----- | ------ | ---- | ------ | -------- |
| 2002 | LG    | 5.94     | 27     | 0  | 2  | 0  | 0    | 0    | 0    | 36 ⅓ | 35     | 7      | 6     | 28     | 25   | 24     |          |
| 2003 | LG    | 5.57     | 46     | 0  | 5  | 0  | 3    | 0    | 0    | 82 ⅓ | 96     | 11     | 3     | 51     | 58   | 51     |          |
| 2004 | LG    | 5.58     | 49     | 1  | 8  | 1  | 14   | 0    | 0    | 69 ⅓ | 58     | 5      | 7     | 64     | 45   | 43     | 홀드 8위 |
| 2005 | LG    | 5.4      | 4      | 0  | 0  | 0  | 0    | 0    | 0    | 5    | 9      | 0      | 0     | 2      | 3    | 3      |          |
| 2006 | LG    | 19.64    | 5      | 0  | 1  | 0  | 0    | 0    | 0    | 3 ⅔  | 6      | 1      | 0     | 1      | 8    | 8      |          |
| 2009 | LG    | 10.45    | 4      | 0  | 2  | 0  | 0    | 0    | 0    | 10 ⅓ | 14     | 2      | 0     | 7      | 12   | 12     |          |
| 2010 | LG    | 6.75     | 12     | 1  | 5  | 0  | 0    | 1    | 0    | 52   | 65     | 4      | 0     | 41     | 41   | 39     | 완투 6위 |
| 통산 | 7시즌 | 6.25     | 147    | 2  | 23 | 1  | 17   | 0    | 0    | 259  | 283    | 30     | 5     | 1      | 192  | 180    |          |